# 釧路社会人サッカーリーグ
釧路社会人サッカーリーグ（くしろしゃかいじんサッカーリーグ）とは、全国の各都道府県にあるサッカーの都道府県リーグの下部の支部リーグのひとつ。北海道釧路地区のクラブチームが参加するリーグである。

## 概要・レギュレーション
2025年度の釧路社会人サッカーリーグは1部構成の2回戦総当たり方式となっている。

道東ブロックリーグからの降格やチームの新規参入、解散などによってチーム数が増減する。

### 昇格・降格に関して
- 優勝チームは道東ブロックリーグ3位以下の釧路地区チームとの入れ替え戦で勝利すれば昇格となる。[注 1]

## 参加クラブ（2025年）
- FC FERVOR
- PALE FACE
- 厚岸モアFC
- ELEVEN FC
- 天寧FC

出典 : 